# Autostrasse A52 (Schweiz)
Die Schweizer Autostrasse A52, auch Forchstrasse, Forchautostrasse oder Forchautobahn genannt, ist eine kantonale Autostrasse des Kantons Zürich und führt von Zumikon über die Forch ins Zürcher Oberland.
Die A52 beginnt an einer Kreuzung mit Lichtsignal in Zumikon als Fortsetzung der zweispurigen Landstrasse von Zürich (Forchstrasse). Von da an ist die Autostrasse beschildert und richtungsgetrennt. Zwischen den Anschlüssen Esslingen und Oetwil am See wird sie vierspurig (ohne Pannenstreifen). Zwischen Egg und Scheuren ist die bergwärts führende Fahrbahn doppelspurig. In Hinteregg besteht nur ein Halbanschluss in Richtung Zürich, der Anschluss auf der Forch respektive in Scheuren ist als zwei Halbanschlüsse mit einer Distanz von rund 400 Metern gestaltet.

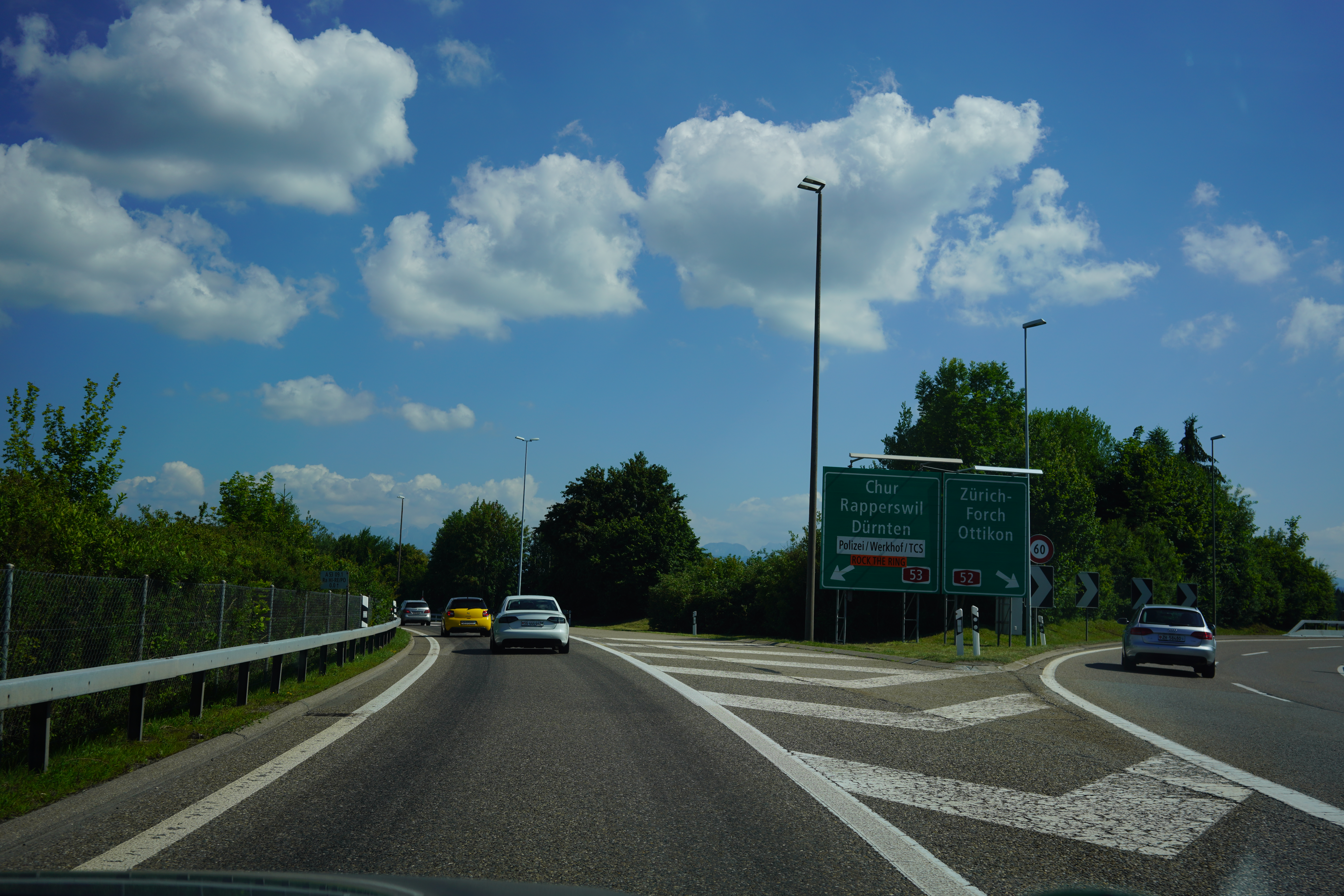
Verzweigung Hinwil (Kreisel): Anfang der A52 rechts, A15 (damals A53) links (2018)

Kurz vor Hinwil besteht über den Kreisel Betzholz Anschluss an die A15 (ehemals A53) in Richtung Rapperswil.
Zwischen der Forch und Hinteregg befindet sich der Rastplatz Heuberg. In Richtung Hinwil wurde nach 2001 eine Tankstelle mit Laden erbaut.
Die A52 wurde zwischen den frühen 1960er und Mitte der 1970er Jahre abschnittsweise von West nach Ost eröffnet. Auf der zu Beginn nicht richtungsgetrennten A52 ereigneten sich immer wieder schwere Verkehrsunfälle. Anfang November 2004 wurde daher vom Zürcher Regierungsrat ein Projekt für die Richtungstrennung der Forchstrasse zwischen Forch und Egg bewilligt. Die Richtungstrennung wurde mit Leitplanken ausgeführt und dient der Verkehrssicherheit. Die bauliche Trennung der Fahrtrichtungen minimiert das Risiko von Frontalkollisionen.

Für die A52 besteht keine Vignettenpflicht, da es sich bei der A52 um eine Kantonsstrasse und keine Nationalstrasse handelt. Der Abschnitt Zürich-Seefeld – Esslingen (Forchstrasse) gilt als Durchgangsstrasse (nicht mit Nummerntafel gekennzeichnete Hauptstrasse) gemäss Durchgangsstrassenverordnung, die die Nummer 347 trägt.